# 帕克查山
13°16′24″S 72°51′36″W / 13.27333°S 72.86000°W
帕克查山（Paccha），是秘魯的山峰，位於該國東南部庫斯科大區，由拉孔本西翁省的聖特雷莎區負責管轄，屬於維爾卡潘帕山脈的一部分，海拔高度5,210米。